# Льюренс-дал-Панадес
Льюре́нс-дал-Панаде́с (кат. Llorenç del Penedès, вимова літературною каталанською [ʎu'ɾεns dəł pənə'ðεs]) - муніципалітет, розташований в Автономній області Каталонія, в Іспанії. Код муніципалітету за номенклатурою Інституту статистики Каталонії - 430748. Знаходиться у районі (кумарці) Баш-Панадес (коди району - 12 та BP) провінції Таррагона, згідно з новою адміністративною реформою перебуватиме у складі баґарії (округи) Камп-да-Таррагона. 

## Назва муніципалітету
Назва муніципалітету походить від лат. Laurentiu - власне ім'я та лат. pĭnna - "скеля".

## Населення
Населення міста (у 2007 р.) становить 2.085 осіб (з них менше 14 років - 17,7%, від 15 до 64 - 67,1%, понад 65 років - 15,2%). У 2006 р. народжуваність склала 20 осіб, смертність - 23 особи, зареєстровано 14 шлюбів. У 2001 р. активне населення становило 788 осіб, з них безробітних - 40 осіб.

Серед осіб, які проживали на території міста у 2001 р., 1.334 народилися в Каталонії (з них 894 особи у тому самому районі, або кумарці), 278 осіб приїхало з інших областей Іспанії, а 49 осіб приїхало з-за кордону. 

Вищу освіту має 8,5% усього населення. 

У 2001 р. нараховувалося 566 домогосподарств (з них 18,6% складалися з однієї особи, 26,0% з двох осіб,19,3% з 3 осіб, 23,1% з 4 осіб, 8,3% з 5 осіб, 3,0% з 6 осіб, 1,1% з 7 осіб, 0,7% з 8 осіб і 0,0% з 9 і більше осіб).

Активне населення міста у 2001 р. працювало у таких сферах діяльності : у сільському господарстві - 8,3%, у промисловості - 28,5%, на будівництві - 15,2% і у сфері обслуговування - 48,0%. 

 У муніципалітеті або у власному районі (кумарці) працює 680 осіб, поза районом - 410 осіб.

### Безробіття
У 2007 р. нараховувалося 54 безробітних (у 2006 р. - 48 безробітних), з них чоловіки становили 38,9%, а жінки - 61,1%.

## Економіка

### Підприємства міста

#### Промислові підприємства
| \| Промислові підприємства міста, за сферою діяльності \| Промислові підприємства міста, за сферою діяльності \| Промислові підприємства міста, за сферою діяльності \| \| Рік \| 2002 р. \| 2001 р. \| \| --------------------------------------------------- \| --------------------------------------------------- \| --------------------------------------------------- \| \| Енергетичні та водні ресурси \| 2,5% \| 2,5% \| \| Хімія та метали \| 10,0% \| 12,5% \| \| Переробка металів \| 20,0% \| 25,0% \| \| Продукти харчування \| 27,5% \| 27,5% \| \| Текстиль \| 10,0% \| 12,5% \| \| Виробництво меблів, видання \| 27,5% \| 17,5% \| \| Інше \| 2,5% \| 2,5% \| \| Усього підприємств \| 40 \| 40 \| |         |         |
| Промислові підприємства міста, за сферою діяльності |         |         |
| Рік | 2002 р. | 2001 р. |
| Енергетичні та водні ресурси | 2,5%    | 2,5%    |
| Хімія та метали | 10,0%   | 12,5%   |
| Переробка металів | 20,0%   | 25,0%   |
| Продукти харчування | 27,5%   | 27,5%   |
| Текстиль | 10,0%   | 12,5%   |
| Виробництво меблів, видання | 27,5%   | 17,5%   |
| Інше | 2,5%    | 2,5%    |
| Усього підприємств | 40      | 40      |

#### Роздрібна торгівля
| \| Підприємства роздрібної торгівлі міста, за сферою діяльності \| Підприємства роздрібної торгівлі міста, за сферою діяльності \| Підприємства роздрібної торгівлі міста, за сферою діяльності \| \| Рік \| 2002 р. \| 2001 р. \| \| ------------------------------------------------------------ \| ------------------------------------------------------------ \| ------------------------------------------------------------ \| \| Продукти харчування \| 20,0% \| 20,0% \| \| Одяг та взуття \| 6,7% \| 8,0% \| \| Товари для дому \| 16,7% \| 16,0% \| \| Книги та періодичні видання \| 6,7% \| 4,0% \| \| Промислова хімічна продукція \| 13,3% \| 12,0% \| \| Продукція, пов'язана з транспортними засобами \| 6,7% \| 8,0% \| \| Інше \| 30,0% \| 32,0% \| \| Усього підприємств \| 30 \| 25 \| |         |         |
| Підприємства роздрібної торгівлі міста, за сферою діяльності |         |         |
| Рік | 2002 р. | 2001 р. |
| Продукти харчування | 20,0%   | 20,0%   |
| Одяг та взуття | 6,7%    | 8,0%    |
| Товари для дому | 16,7%   | 16,0%   |
| Книги та періодичні видання | 6,7%    | 4,0%    |
| Промислова хімічна продукція | 13,3%   | 12,0%   |
| Продукція, пов'язана з транспортними засобами | 6,7%    | 8,0%    |
| Інше | 30,0%   | 32,0%   |
| Усього підприємств | 30      | 25      |

#### Сфера послуг
| \| Підприємства міста, що працюють у сфері послуг, за діяльністю \| Підприємства міста, що працюють у сфері послуг, за діяльністю \| Підприємства міста, що працюють у сфері послуг, за діяльністю \| \| Рік \| 2002 р. \| 2001 р. \| \| ------------------------------------------------------------- \| ------------------------------------------------------------- \| ------------------------------------------------------------- \| \| Гуртова торгівля \| 20,3% \| 21,7% \| \| Готелі та готельний бізнес \| 21,9% \| 20,0% \| \| Транспорт та зв'язок \| 4,7% \| 5,0% \| \| Посередницькі фінансові послуги \| 4,7% \| 6,7% \| \| Послуги підприємствам \| 3,1% \| 3,3% \| \| Послуги фізичним особам \| 29,7% \| 28,3% \| \| Нерухомість та ін. \| 15,6% \| 15,0% \| \| Усього підприємств \| 64 \| 60 \| |         |         |
| Підприємства міста, що працюють у сфері послуг, за діяльністю |         |         |
| Рік | 2002 р. | 2001 р. |
| Гуртова торгівля | 20,3%   | 21,7%   |
| Готелі та готельний бізнес | 21,9%   | 20,0%   |
| Транспорт та зв'язок | 4,7%    | 5,0%    |
| Посередницькі фінансові послуги | 4,7%    | 6,7%    |
| Послуги підприємствам | 3,1%    | 3,3%    |
| Послуги фізичним особам | 29,7%   | 28,3%   |
| Нерухомість та ін. | 15,6%   | 15,0%   |
| Усього підприємств | 64      | 60      |

## Житловий фонд
У 2001 р. 1,9% усіх родин (домогосподарств) мали житло метражем до 59 м2, 26,1% - від 60 до 89 м2, 38,2% - від 90 до 119 м2 і
33,7% - понад 120 м2.

З усіх будівель у 2001 р. 26,9% було одноповерховими, 55,0% - двоповерховими, 17,3
% - триповерховими, 0,9% - чотириповерховими, 0,0% - п'ятиповерховими, 0,0% - шестиповерховими,
0,0% - семиповерховими, 0,0% - з вісьмома та більше поверхами.

## Автопарк
| \| Автомобілі, зареєстровані у місті, за призначенням \| Автомобілі, зареєстровані у місті, за призначенням \| Автомобілі, зареєстровані у місті, за призначенням \| \| Рік \| 2006 р. \| 2005 р. \| \| -------------------------------------------------- \| -------------------------------------------------- \| -------------------------------------------------- \| \| Приватні автомобілі \| 63,9% \| 64,9% \| \| Мотоцикли \| 9,1% \| 8,3% \| \| Вантажівки \| 22,9% \| 22,9% \| \| Трактори \| 0,4% \| 0,2% \| \| Автобуси та ін. \| 3,7% \| 3,6% \| \| Усього автомобілів \| 1.683 шт. \| 1.6 шт. \| |           |         |
| Автомобілі, зареєстровані у місті, за призначенням |           |         |
| Рік | 2006 р.   | 2005 р. |
| Приватні автомобілі | 63,9%     | 64,9%   |
| Мотоцикли | 9,1%      | 8,3%    |
| Вантажівки | 22,9%     | 22,9%   |
| Трактори | 0,4%      | 0,2%    |
| Автобуси та ін. | 3,7%      | 3,6%    |
| Усього автомобілів | 1.683 шт. | 1.6 шт. |

## Вживання каталанської мови
У 2001 р. каталанську мову у місті розуміли 96,4% усього населення (у 1996 р. - 97,2%), вміли говорити нею 85,9% (у 1996 р. - 
87,2%), вміли читати 84,5% (у 1996 р. - 84,1%), вміли писати 62,7
% (у 1996 р. - 60,1%). Не розуміли каталанської мови 3,6%.

## Політичні уподобання
У виборах до Парламенту Каталонії у 2006 р. взяло участь 1 особа (у 2003 р. - 1.082 особи). Голоси за політичні сили розподілилися таким чином:
| \| Вибори до Парламенту Каталонії \| Вибори до Парламенту Каталонії \| Вибори до Парламенту Каталонії \| \| Рік \| 2006 р. \| 2003 р. \| \| -------------------------------------- \| ------------------------------ \| ------------------------------ \| \| Конвергенція та Єднання (CiU) \| 44,2% \| 46,7% \| \| Соціалістична партія Каталонії (PSC) \| 18,7% \| 19,8% \| \| Народна партія (PP) \| 5,7% \| 5,0% \| \| Ініціатива за Каталонію — Зелені (ICV) \| 10,6% \| 5,5% \| \| Республіканська лівиця Каталонії (ERC) \| 19,1% \| 22,6% \| \| Громадяни — Громадянська партія (C's) \| 0,2% \| 0,0% \| \| Інші \| 1,5% \| 0,5% \| |         |         |
| Вибори до Парламенту Каталонії |         |         |
| Рік | 2006 р. | 2003 р. |
| Конвергенція та Єднання (CiU) | 44,2%   | 46,7%   |
| Соціалістична партія Каталонії (PSC) | 18,7%   | 19,8%   |
| Народна партія (PP) | 5,7%    | 5,0%    |
| Ініціатива за Каталонію — Зелені (ICV) | 10,6%   | 5,5%    |
| Республіканська лівиця Каталонії (ERC) | 19,1%   | 22,6%   |
| Громадяни — Громадянська партія (C's) | 0,2%    | 0,0%    |
| Інші | 1,5%    | 0,5%    |

У муніципальних виборах у 2007 р. взяло участь 1.1 особа (у 2003 р. - 1.171 особа). Голоси за політичні сили розподілилися таким чином:
| \| Муніципальні вибори \| Муніципальні вибори \| Муніципальні вибори \| \| Рік \| 2007 р. \| 2003 р. \| \| -------------------------------------- \| ------------------- \| ------------------- \| \| Конвергенція та Єднання (CiU) \| 69,5% \| 48,2% \| \| Соціалістична партія Каталонії (PSC) \| 28,6% \| 20,9% \| \| Народна партія (PP) \| 1,9% \| 1,3% \| \| Ініціатива за Каталонію — Зелені (ICV) \| 0,0% \| 0,0% \| \| Республіканська лівиця Каталонії (ERC) \| 0,0% \| 10,0% \| \| Громадяни — Громадянська партія (C's) \| 0% \| 0% \| \| Інші \| 0,0% \| 19,6% \| |         |         |
| Муніципальні вибори |         |         |
| Рік | 2007 р. | 2003 р. |
| Конвергенція та Єднання (CiU) | 69,5%   | 48,2%   |
| Соціалістична партія Каталонії (PSC) | 28,6%   | 20,9%   |
| Народна партія (PP) | 1,9%    | 1,3%    |
| Ініціатива за Каталонію — Зелені (ICV) | 0,0%    | 0,0%    |
| Республіканська лівиця Каталонії (ERC) | 0,0%    | 10,0%   |
| Громадяни — Громадянська партія (C's) | 0%      | 0%      |
| Інші | 0,0%    | 19,6%   |